# Heterusia salvini
Heterusia salvini är en fjärilsart som beskrevs av Butler sensu Druce 1893. Heterusia salvini ingår i släktet Heterusia och familjen mätare. Inga underarter finns listade i Catalogue of Life.